# Johnny Wright

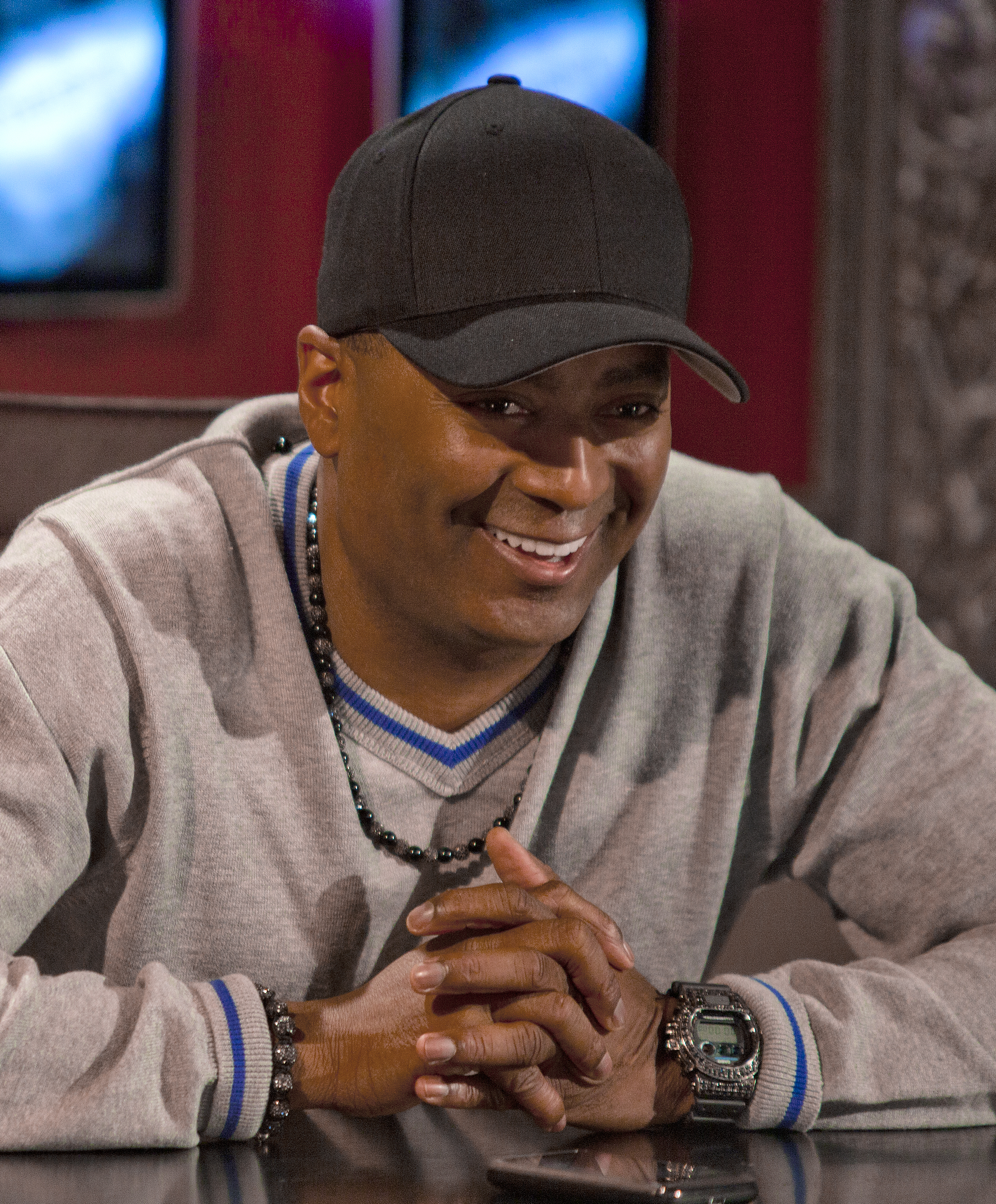

Johnny Wright é um empresário musical de sucesso dos Estados Unidos. Ele já empresariou grupos como New Kids on the Block, Backstreet Boys, *NSYNC, e os cantores solo Janet Jackson, Justin Timberlake e Britney Spears.

Em 2003 ele apareceu como jurado de um reality show de calouros da rede de TV estadunidense NBC chamado "Fame".

Em 2004, Wright se juntou a Sean "Diddy" Combs para realizar a terceira edição do programa Making the Band. Depois que a primeira temporada fracassou, a banda foi finalmente escolhida (Danity Kane). Hoje ele empresaria a nova formação da boy band latina Menudo.